# Copa de Invierno (Chile)
La Copa de Invierno fue un campeonato de la primera división del fútbol chileno disputado a mediado de 1989. Unión Española se tituló campeón, venciendo en la final a Huachipato. 

## Desarrollo
El torneo estaba constituido por los equipos de la Primera División, realizado entre el 16 de julio y el 15 de agosto de 1989 una vez finalizado el torneo Copa Chile durante el período de receso que tuvo la Primera División por la participación del seleccionado nacional en la Copa América de Brasil y posteriormente para enfrentar la Clasificación de Conmebol para la Copa Mundial de Fútbol de 1990 ante Venezuela y Brasil.
La primera fase se jugó en un formato consistente en cuatro grupos conformados con cuatro equipos cada uno, los cuales tuvieron la siguiente conformación:
- Grupo 1 (Norte): Deportes Iquique, Deportes La Serena, Cobreloa y Cobresal. Todos los partidos se jugaron en el Estadio La Portada de La Serena.

- Grupo 2 (Centro Sur): Universidad Católica, Rangers, O'Higgins y Deportes Valdivia. Jugando los partidos en los estadios San Carlos de Apoquindo, El Teniente de Rancagua y el complejo Deportivo Rangers de Talca.

- Grupo 3 (Centro Norte): Unión Española, Everton, Unión San Felipe y Colo-Colo. Jugando los partidos en el Estadio Sausalito de Viña del Mar y en el actual Estadio Elías Figueroa Brander de Valparaíso en esa época llamado Playa Ancha. El partido Unión Española versus Unión San Felipe se jugó en el Estadio El Llano de San Miguel.

- Grupo 4 (Sur): Huachipato, Deportes Concepción, Naval y Fernández Vial. Jugando los partidos los estadios El Morro de Talcahuano, Estadio Las Higueras de Talcahuano y Estadio Municipal de Concepción Alcaldesa Ester Roa Rebolledo, antiguamente conocido como Regional de Concepción.

Los dos equipos con mayor puntaje de cada grupo, clasificaban a los cuartos de final enfrentándose en un solo partido para acceder a las semifinales y los ganadores posteriormente a la final, la que se jugó en el estadio Santa Laura.   

### Fase de grupos
— Clasificado para los cuartos de final.

#### Grupo 1
| Pos | Equipo             | PJ | PG | PE | PP | GF | GC | Dif | Pts |
| --- | ------------------ | -- | -- | -- | -- | -- | -- | --- | --- |
| 1   | Deportes La Serena | 3  | 3  | 0  | 0  | 3  | 0  | +3  | 6   |
| 2   | Cobreloa           | 3  | 2  | 0  | 1  | 6  | 4  | +2  | 4   |
| 3   | Deportes Iquique   | 3  | 1  | 0  | 2  | 3  | 4  | -1  | 2   |
| 4   | Cobresal           | 3  | 0  | 0  | 3  | 1  | 5  | -4  | 0   |

| Primera | Deportes Iquique   | Cobresal         | 1-0 |
| Primera | Deportes La Serena | Cobreloa         | 1-0 |
| Segunda | Cobreloa           | Deportes Iquique | 3-2 |
| Segunda | Deportes La Serena | Cobresal         | 1-0 |
| Tercera | Cobreloa           | Cobresal         | 3-1 |
| Tercera | Deportes La Serena | Deportes Iquique | 1-0 |

#### Grupo 2
| Pos | Equipo               | PJ | PG | PE | PP | GF | GC | Dif | Pts |
| --- | -------------------- | -- | -- | -- | -- | -- | -- | --- | --- |
| 1   | Universidad Católica | 3  | 3  | 0  | 0  | 11 | 2  | +9  | 6   |
| 2   | Rangers              | 3  | 1  | 1  | 1  | 4  | 3  | +1  | 3   |
| 3   | O'Higgins            | 3  | 1  | 0  | 2  | 5  | 7  | -2  | 2   |
| 4   | Deportes Valdivia    | 3  | 0  | 1  | 2  | 4  | 12 | -8  | 1   |

| Primera | Universidad Católica | Deportes Valdivia    | 6-1 |
| Primera | O'Higgins            | Rangers              | 0-2 |
| Segunda | O'Higgins            | Deportes Valdivia    | 5-2 |
| Segunda | Rangers              | Universidad Católica | 1-2 |
| Tercera | Rangers              | Deportes Valdivia    | 1-1 |
| Tercera | Universidad Católica | O'Higgins            | 3-0 |

#### Grupo 3
| Pos | Equipo           | PJ | PG | PE | PP | GF | GC | Dif | Pts |
| --- | ---------------- | -- | -- | -- | -- | -- | -- | --- | --- |
| 1   | Everton          | 3  | 2  | 1  | 0  | 5  | 2  | +3  | 5   |
| 2   | Unión Española   | 3  | 1  | 1  | 1  | 5  | 4  | +1  | 3   |
| 3   | Colo-Colo        | 3  | 1  | 0  | 2  | 5  | 6  | -1  | 2   |
| 4   | Unión San Felipe | 3  | 1  | 0  | 2  | 2  | 5  | -3  | 2   |

| Primera | Everton        | Unión San Felipe | 1-0 |
| Primera | Colo-Colo      | Unión Española   | 1-3 |
| Segunda | Colo-Colo      | Unión San Felipe | 4-1 |
| Segunda | Everton        | Unión Española   | 2-2 |
| Tercera | Everton        | Colo-Colo        | 2-0 |
| Tercera | Unión Española | Unión San Felipe | 0-1 |

#### Grupo 4
| Pos | Equipo              | PJ | PG | PE | PP | GF | GC | Dif | Pts |
| --- | ------------------- | -- | -- | -- | -- | -- | -- | --- | --- |
| 1   | Huachipato          | 3  | 1  | 2  | 0  | 7  | 4  | +3  | 4   |
| 2   | Naval               | 3  | 1  | 2  | 0  | 4  | 2  | +2  | 4   |
| 3   | Deportes Concepción | 3  | 1  | 1  | 1  | 3  | 4  | -1  | 3   |
| 4   | Fernández Vial      | 3  | 0  | 1  | 2  | 2  | 6  | -4  | 1   |

| Primera | Huachipato          | Deportes Concepción | 2-2 |
| Primera | Naval               | Fernández Vial      | 1-1 |
| Segunda | Huachipato          | Fernández Vial      | 4-1 |
| Segunda | Naval               | Deportes Concepción | 2-0 |
| Tercera | Deportes Concepción | Fernández Vial      | 1-0 |
| Tercera | Huachipato          | Naval               | 1-1 |

### Fase Final

#### Cuadro de desarrollo
|  | Cuartos de final                           | Cuartos de final              |                                             |   | Semifinales | Semifinales |  |  | Final | Final |
|  |                                            |                               |                                             |   |             |             |  |  |       |       |
|  | 5 de agosto 1989 - La Portada              |                               |                                             |   |             |             |  |  |       |       |
|  |                                            |                               |                                             |   |             |             |  |  |       |       |
|  | Deportes La Serena                         | 1                             |                                             |   |             |             |  |  |       |       |
|  | Deportes La Serena                         | 1                             | 12 de agosto 1989 - San Carlos de Apoquindo |   |             |             |  |  |       |       |
|  | Unión Española                             | 3                             |                                             |   |             |             |  |  |       |       |
|  | Unión Española                             | 3                             | Universidad Católica                        | 3 |             |             |  |  |       |       |
|  | 5 de agosto 1989 - San Carlos de Apoquindo |                               | Universidad Católica                        | 3 |             |             |  |  |       |       |
|  |                                            | Unión Española                | 4                                           |   |             |             |  |  |       |       |
|  | Universidad Católica                       | Unión Española                | 4                                           | 2 |             |             |  |  |       |       |
|  | Universidad Católica                       |                               | 15 de agosto 1989 - Estadio Santa Laura     | 2 |             |             |  |  |       |       |
|  | Naval                                      | 0                             |                                             |   |             |             |  |  |       |       |
|  | Naval                                      | 0                             | Unión Española                              | 2 |             |             |  |  |       |       |
|  | 5 de agosto 1989 - Playa Ancha             |                               | Unión Española                              | 2 |             |             |  |  |       |       |
|  |                                            | Huachipato                    | 0                                           |   |             |             |  |  |       |       |
|  | Everton                                    | Huachipato                    | 0                                           | 2 |             |             |  |  |       |       |
|  | Everton                                    | 12 de agosto 1989 - Sausalito |                                             | 2 |             |             |  |  |       |       |
|  | Cobreloa                                   | 0                             |                                             |   |             |             |  |  |       |       |
|  | Cobreloa                                   | 0                             | Everton                                     | 1 |             |             |  |  |       |       |
|  | 5 de agosto 1989 - Las Higueras            |                               | Everton                                     | 1 |             |             |  |  |       |       |
|  |                                            | Huachipato                    | 2                                           |   |             |             |  |  |       |       |
|  | Huachipato                                 | Huachipato                    | 2                                           | 1 |             |             |  |  |       |       |
|  | Huachipato                                 |                               |                                             | 1 |             |             |  |  |       |       |
|  | Rangers                                    | 0                             |                                             |   |             |             |  |  |       |       |
|  | Rangers                                    | 0                             |                                             |   |             |             |  |  |       |       |

#### Cuartos de final
| 5 de agosto de 1989 | Deportes La Serena | 1:3 | Unión Española                                                     | Estadio La Portada, La Serena                            |                                                          |
|                     | A.Valenzuela 42'   |     | Ronald Yávar 44' (pen) · Juan Gutiérrez 79' · José Luis Sierra 84' | Asistencia: 2.314 espectadores Árbitro(s): Carlos Robles | Asistencia: 2.314 espectadores Árbitro(s): Carlos Robles |

| 5 de agosto de 1989 | Universidad Católica                     | 2:0 | Naval | Estadio San Carlos de Apoquindo, Santiago               |                                                         |
|                     | Andrés Romero 40' · Luis Pérez 65' (pen) |     |       | Asistencia: 6.100 espectadores Árbitro(s): Hernán Silva | Asistencia: 6.100 espectadores Árbitro(s): Hernán Silva |

| 5 de agosto de 1989                        | Everton                  | 2:0 | Cobreloa | Playa Ancha, Valparaíso                               |                                                       |
|                                            | Osvaldo Damiano 12', 21' |     |          | Asistencia: 1.850 espectadores Árbitro(s): Jorge Cruz | Asistencia: 1.850 espectadores Árbitro(s): Jorge Cruz |
| Goles convertidos en tiempo suplementario. |                          |     |          |                                                       |                                                       |

| 5 de agosto de 1989                     | Huachipato     | 1:0 | Rangers | Estadio Las Higueras, Talcahuano                          |                                                           |
|                                         | Jaime Baeza 6' |     |         | Asistencia: 1.357 espectadores Árbitro(s): Segundo Toledo | Asistencia: 1.357 espectadores Árbitro(s): Segundo Toledo |
| Gol convertido en tiempo suplementario. |                |     |         |                                                           |                                                           |

#### Semifinal
| 12 de agosto de 1989 | Universidad Católica                                  | 3:4 | Unión Española                                                       | Estadio San Carlos de Apoquindo, Santiago                 |                                                           |
|                      | Luis Pérez 50' (pen), 85' (pen) · Rodrigo Barrera 67' |     | Rodrigo Córdova 39' · Juan Gutierrez 52', 65' · José Luis Sierra 58' | Asistencia: 5.598 espectadores Árbitro(s): Jorge Massardo | Asistencia: 5.598 espectadores Árbitro(s): Jorge Massardo |

| 12 de agosto de 1989 | Everton             | 1:2 | Huachipato           | Estadio Sausalito, Viña del Mar                          |                                                          |
|                      | Osvaldo Damiano 86' |     | C. Maturana 35', 62' | Asistencia: 1.745 espectadores Árbitro(s): Enrique Marín | Asistencia: 1.745 espectadores Árbitro(s): Enrique Marín |

#### Final[2]
| 15 de agosto de 1989, | Unión Española                            | 2:0 | Huachipato | Estadio Santa Laura, Santiago                                  |                                                                |
|                       | José Luis Sierra 56' · Juan Gutierrez 84' |     |            | Asistencia: 3.300 espectadores Árbitro(s): Salvador Imperatore | Asistencia: 3.300 espectadores Árbitro(s): Salvador Imperatore |

## Campeón
|                        |
| Campeón Unión Española |
| 1.° título             |
|                        |